# Atezolizumab
Atezolizumab (Handelsname: Tecentriq; Hersteller: Roche) ist ein humanisierter Monoklonaler Antikörper der Klasse IgG1κ gegen PD-L1. Damit besteht ein anderes Hemmziel als bei den bisherigen Checkpoint-Inhibitoren wie z. B. Nivolumab.

## Klinische Angaben

### Anwendungsgebiete
Es ist seit September 2017 in der EU zugelassen gegen das Bronchialkarzinom (NSCLC) nach konventioneller Chemotherapie und beim fortgeschrittenen Urothelkarzinom nach konventioneller Chemotherapie oder bei Kontraindikation gegen diese.
Die Zulassungsstudie beruht auf einem Vergleich gegen Docetaxel (+ 4,2 Monate).
Der Ausschuss für Humanarzneimittel (CHMP) der Europäischen Arzneimittel-Agentur (EMA) empfahl im März 2021 die Zulassung von Atezolizumab für die First-Line-Monotherapie von Patienten mit metastasiertem nicht-kleinzelligem Lungenkarzinom (NSCLC).

### Unerwünschte Wirkungen
Bei einer aktuellen, kumulativen Analyse der Sicherheitsdatenbank des Herstellers wurden unter Atezolizumab schwere kutane Nebenwirkungen (SCARs) einschließlich Fällen von Stevens-Johnson-Syndrom (SJS) und toxischer epidermaler Nekrolyse (TEN) als Risiko identifiziert. SCARs sind eine heterogene Gruppe von immunologisch vermittelten Arzneimittelexanthemen. Sie sind selten, aber potenziell tödlich.
Zu den häufigsten möglichen unerwünschten Wirkungen gehören verminderter Appetit, Dyspnoe, Durchfall, Übelkeit, Erbrechen, Hautausschlag, Juckreiz, Gelenkschmerzen, Müdigkeit, Schwäche und Fieber. Eine besondere Nebenwirkung sind immunvermittelte Entzündungsreaktionen.

## Sonstige Informationen

### Chemische und pharmazeutische Informationen
Das Medikament wird in Ovarialzellen des chinesischen Hamsters (CHO-Zellen) hergestellt.

### Brustkrebs
In der randomisierten IMpassion130-Studie wurde Atezolizumab in Kombination mit nab-Paclitaxel bei Frauen mit einem fortgeschrittenen oder metastasierten, tripelnegativem Mammakarzinom geprüft. Das sind Tumoren, die weder Östrogenrezeptoren noch Progesteronrezeptoren oder eine HER2/neu-Überexpression aufweisen und daher schwer zu behandeln und extrem bösartig sind. Eingeschlossen wurden 451 Patientinnen aus weltweit 246 Zentren, die vorher keine Chemotherapie erhalten hatten. Die Behandlung bestand in einer Therapie mit nab-Paclitaxel und Atezolizumab in der experimentellen Gruppe und nur nab-Paclitaxel im Standardarm. Atezolizumab verlängerte bei Tumoren mit PD-L1-Expression das mediane progressionsfreie Überleben signifikant von 5 auf 7,5  Monate und das Gesamtüberleben von 15,5 auf 25 Monate. In der Gesamtgruppe unabhängig von der PD-L1-Expression war der Unterschied geringer. Hier verbesserte sich das progressionsfreie Überleben von 5,5 auf 7,2 Monate und des Gesamtüberlebens von 17,6 auf 21,3 Monate.

### Frühe Nutzenbewertung nach § 35a SGB V
Das IQWiG hat in einer Dossierbewertung untersucht, ob der Wirkstoff als Monotherapie für die Behandlung erwachsener Patienten mit fortgeschrittenem nicht-kleinzelligen Lungenkarzinom einen Zusatznutzen gegenüber der zweckmäßigen Vergleichstherapie hat. Wenn eine Behandlung mit Docetaxel, Pemetrexed oder Nivolumab nach vorheriger Chemotherapie für die Patienten nicht angezeigt ist, ist ein Zusatznutzen demnach mangels geeigneter Studiendaten nicht belegt. Der Gemeinsame Bundesausschuss (G-BA) schloss sich dieser Bewertung an. Ist eine Behandlung mit Docetaxel, Pemetrexed oder Nivolumab dagegen angezeigt, so gibt es laut IQWiG für Patienten mit hohem PD-L1-Status (TC 3 oder IC3) einen Hinweis auf einen erheblichen Zusatznutzen und für Patienten mit niedrigem PD-L1-Status (TC 0/1/2 und IC0/1/2) einen Hinweis auf einen nicht quantifizierbaren Zusatznutzen. Der G-BA sah unabhängig vom PD-L1-Status einen Hinweis auf einen beträchtlichen Zusatznutzen gegenüber Docetaxel.
Auch als Monotherapie Erwachsener mit lokal fortgeschrittenem oder metastasiertem Urothelkarzinom hat der Wirkstoff eine frühe Nutzenbewertung durchlaufen. Für die Erstlinientherapie von Patienten, für die eine cisplatinhaltige Chemotherapie ungeeignet ist, ist ein Zusatznutzen laut IQWiG nicht belegt. Der G-BA schloss sich der Bewertung an. Nach einer Vorbehandlung mit einer platinbasierten Chemotherapie sah das IQWiG dagegen einen Anhaltspunkt für einen beträchtlichen Zusatznutzen; der G-BA erkannte stattdessen einen Anhaltspunkt für einen geringen Nutzen.
Die Arzneimittelkommission der deutschen Ärzteschaft (AkdÄ) sieht für Atezolizumab zusätzlich zu nab-Paclitaxel in der Indikation triple-negatives Mammakarzinom bei Patientinnen, die keine vorherige Chemotherapie erhalten haben, gegenüber der vom G-BA benannten zweckmäßigen Vergleichstherapie einen Zusatznutzen als nicht belegt an. Die gewählte nicht zulassungskonforme Vergleichstherapie mit nab-Paclitaxel lässt keine Ableitung eines Zusatznutzens zu. Über den Zusatznutzen beschließt der G-BA.